# What Now (Rihanna)
What Now, ottava traccia dell'album Unapologetic di Rihanna, è stata estratta come quarto singolo in Oceania, visti i buoni risultati nelle classifiche australiane e neozelandesi. È stata scritta da Livvi Franc e dalla stessa Rihanna insieme ai produttori Parker Ighile e Nathan Cassells.
What Now, definita dalla critica uno dei pezzi forti di Unapologetic, è stata inclusa nella scaletta del Diamonds World Tour. Il brano è una ballad mid-tempo al pianoforte che presenta sonorità che rimandano a "bombardamenti sonori" nel ritornello. Il singolo ha ricevuto recensioni positive dalla stampa musicale che ha definito la ballad personale ed intensa e ha lodato la voce dell'artista. La scelta di pubblicare What Now in Oceania è anche dovuta al fatto che Rihanna nell'ottobre 2013 andrà a concludere il suo tour mondiale con 6 tappe in Australia e 3 in Nuova Zelanda. La traccia è subentrata in diverse classifiche mondiali: in Belgio e poi in Australia, Francia e Nuova Zelanda. Il 29 agosto sono stati pubblicati 10 remix della canzone, ricevendo così il medesimo trattamento del singolo precedente Right Now.

## Pubblicazione
A cavallo fra il mese di luglio e agosto 2013, What Now è stata mandata ripetutamente in radio in Francia, facendo pensare che sarebbe stato il singolo seguente. La notizia, affondata da molti, è rimasta in sospeso fino al 29 agosto, quando sono stati pubblicati diversi remix della traccia. A inizio settembre Rihanna ha poi annunciato che sarebbe stato il prossimo singolo. In seguito è arrivata la conferma definitiva della pubblicazione nelle radio il 1º ottobre nelle radio statunitensi ed australiane, il 4 ottobre arriverà in Italia ed il 25 ottobre in Germania.

## Accoglienza
Un giornalista di Billboard ha dato una buona recensione a What Now definendola "un caposaldo di emozioni in un album che è costituito da momenti di rimando nella sua seconda metà". Jim Farber dal Daily News ha dichiarato che nonostante What Now non possa rivaleggiare con un brano di Beyoncé dimostra un certo peso. Il The Star-Ledger ha osannato What Now definendolo "una sconvolgente power ballad che fa sembrare tutte le sue altre mid-tempo un peso di piuma a confronto". Andy Kellman da AllMusic ha approvato il brano e lo ha definito una "power ballad imponente, impetuosa e lamentosa".

## Video musicale
A metà settembre Rihanna ha postato sul suo profilo Instagram delle foto di lei sul set del video di What Now. Giusto in quel periodo Rihanna era in tour in Asia: ne veniva infatti da due giornate a Macao e l'aspettavano le tappe nelle Filippine ed al GP di Formula 1 di Singapore. Fra una tappa e l'altra Rihanna si è fermata in Thailandia per filmare appunto il video di What Now che è stato pubblicato su VEVO il 15 novembre.
Il video rappresenta la condizione travagliata della sua interiorità, il video ha un'area dark e horror.

## Esibizioni dal vivo
What Now è comparso nell'abituale scaletta del suo Diamonds World Tour, e durante le consuete esibizioni in tour Rihanna ha anche divertito l'esecuzione con effetti speciali, come attrezzature che cacciano fuoco o altri effetti di grande impatto. Il 27 settembre, pochi giorni prima della pubblicazione, verrà mandata in onda in Regno Unito una sua esibizione live di What Now al "Alan Carr Chatty Men". Questa è la seconda apparizione di Rihanna allo show di Alan Carr, dopo quella del 2010 quando aveva eseguito Rude Boy. Durante il Gran Premio di Singapore 2013 Rihanna si è esibita davanti ad un pubblico di ben 120.000 persone.

## Remix
Proprio come per Right Now, Rihanna ha pubblicato diversi remix della traccia (10) nella speranza di incrementare le vendite. I remix sono stati pubblicati il 29 agosto e sono principalmente frutto del DJ R3hab.

## Classifiche
| Classifica (2013) | Posizione massima |
| ----------------- | ----------------- |
| Australia         | 21                |
| Belgio (Fiandre)  | 3                 |
| Belgio (Vallonia) | 8                 |
| Francia           | 52                |
| Germania          | 49                |
| Irlanda           | 21                |
| Italia            | 55                |
| Nuova Zelanda     | 13                |
| Paesi Bassi       | 24                |
| Slovacchia        | 29                |
| Stati Uniti       | 25                |

## Date di pubblicazione
| Paese       | Data              | Formato                     | Label                 |
| ----------- | ----------------- | --------------------------- | --------------------- |
| Francia     | 22 luglio 2013    | Rhythmic contemporary radio | Universal Music Group |
| Stati Uniti | 29 agosto 2013    | Download (Remixes)          | Def Jam Recordings    |
| Stati Uniti | 17 settembre 2013 | Download (Remixes)          | Def Jam Recordings    |
| Stati Uniti | 24 settembre 2013 | Rhythmic contemporary radio | Def Jam Recordings    |
| Stati Uniti | 1º ottobre 2013   | Contemporary hit radio      | Def Jam Recordings    |
| Italia      | 4 ottobre 2013    | Contemporary hit radio      | Universal Music Group |
| Stati Uniti | 29 ottobre 2013   | Download (Remixes Part 2)   | Def Jam Recordings    |
| Germania    | 1º novembre 2013  | CD singolo                  | Universal Music Group |